# 烏克蘭酒店
烏克蘭酒店（羅馬化：Hotel Ukraina），是一家位於烏克蘭首都基輔市中心的四星級酒店。烏克蘭酒店修建於1961年，當時名為莫斯科酒店。烏克蘭酒店現在由烏克蘭政府所有。烏克蘭酒店最初設計的外觀是一座典型的史達林式建築。在原本的設計中，烏克蘭酒店將會更高更豪華，但在赫魯雪夫上任之後，由於他對史達林展開批判，烏克蘭酒店並未按照設計方案修建。